# اس‌یو۶۶۵۶
اس یو ۶۶۵۶ (به انگلیسی: SU6656) یک ترکیب شیمیایی با شناسه پاب‌کم ۵۳۱۲۱۳۷ است.